# Норт Белпорт (Њујорк)
Норт Белпорт (енгл. North Bellport) насељено је место без административног статуса у америчкој савезној држави Њујорк.

## Демографија
По попису из 2010. године број становника је 11.545, што је 2.538 (28,2%) становника више него 2000. године.
| Група             | 2000.         | 2010.         |
| Белци             | 3.968 (44,1%) | 4.435 (38,4%) |
| Афроамериканци    | 2.789 (31,0%) | 3.054 (26,5%) |
| Азијати           | 178 (2,0%)    | 305 (2,6%)    |
| Хиспаноамериканци | 1.841 (20,4%) | 3.382 (29,3%) |
| Укупно            | 9.007         | 11.545        |